# Altglienicke
För andra betydelser, se Glienicke.
Altglienicke är en stadsdel (tyska: Ortsteil) i sydöstra Berlin i Tyskland. Administrativt tillhör stadsdelen stadsdelsområdet Treptow-Köpenick. Stadsdelen har 26 992 invånare (juni 2014).

## Geografi

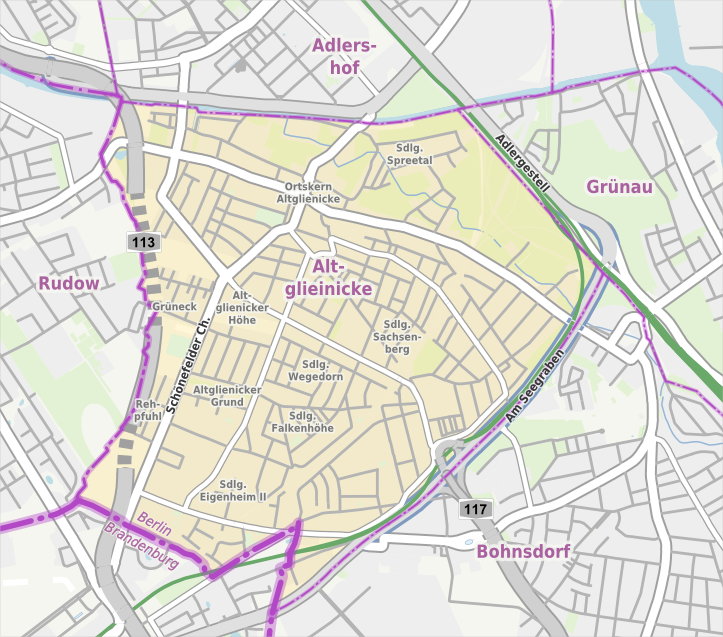
Karta över stadsdelen.

Stadsdelen ligger i sydöstra delen av Berlin, nära Berlin-Schönefelds flygplats. I sydost ligger höjden Falkenberg och järnvägen, som avdelar stadsdelen från Bohnsdorf. I norr bildar Teltowkanalen gränsen mot stadsdelen Adlershof. I väster ligger stadsdelen Rudow i stadsdelsområdet Neukölln och i söder ligger Berlins stadsgräns mot Schönefeld och förbundslandet Brandenburg.
Topografiskt karaktäriseras området av gränsen mellan högplatån Teltow och floddalen omkring floden Spree. Den gamla bykärnan ligger nedanför sluttningen, medan de nyare bostadsområdena söderut ligger ovanför.
I utkanten av stadsdelen ligger stationerna Altglienicke och Grünbergallee som trafikeras av Berlins pendeltåg.

## Historia
I Falkenbergområdet har spår av bronsåldersbosättningar från omkring 2000 f.Kr. hittats. Från omkring 800-talet e.Kr. finns slaviska bosättningar i Berlinregionen belagda, men inga arkeologiska fynd från slavisk tid har satts i samband med den gamla bykärnan.
Byn Altglienicke grundades omkring 1230 av tyska bosättare i samband med Ostsiedlung. Den omnämns första gången i kejsaren Karl IV:s landbok 1375 som Glinik/Glynecke. Här fanns också ett riddarsäte under senmedeltiden. 1764 slog sig nybyggare från Pfalz ned utanför orten och grundade den nya orten Neu-Glienicke, varefter den gamla orten benämndes Alt-Glienicke. De två orterna förenades till en gemensam kommun 1893, under namnet Altglienicke. I början av 1900-talet färdigställdes Teltowkanalen och 1909 fick orten spårvägsanslutning till Adlershof. 1913 anlades Gartenstadt Falkenberg och under 1920- och 1930-talen ökade villa- och radhusbebyggelsen kraftigt. År 1920 inkorporerades Altglienicke i stadsdelsområdet Treptow i Stor-Berlin och har sedan dess varit en stadsdel i Berlin.
Åren 1945-1990 tillhörde stadsdelen Östberlin och 1961-1989 utgjorde Berlinmuren gränsen till stadsdelen Rudow i Västberlin. 1951 delades stadsdelen i två delar genom anläggandet av järnvägen Berliner Aussenring genom stadsdelen, då många befintliga hus revs. 
Under de sista åren av DDR-epoken i slutet av 1980-talet anlades höghusområdet Kosmosviertel i stadsdelens södra del. Även efter Tysklands återförening har ytterligare nya bostadsområden anlagts i området, och den äldre bebyggelsen har till stora delar rustats upp. Spårvägstrafiken genom området lades ned 1992. 2008 öppnades den nya sträckningen av motorvägen A113, som följer Berlinmurens tidigare sträckning i västra utkanten av Altglienicke och delvis går i tunnel under området.